# Staatliches Kunst- und Skulpturenmuseum Ankara

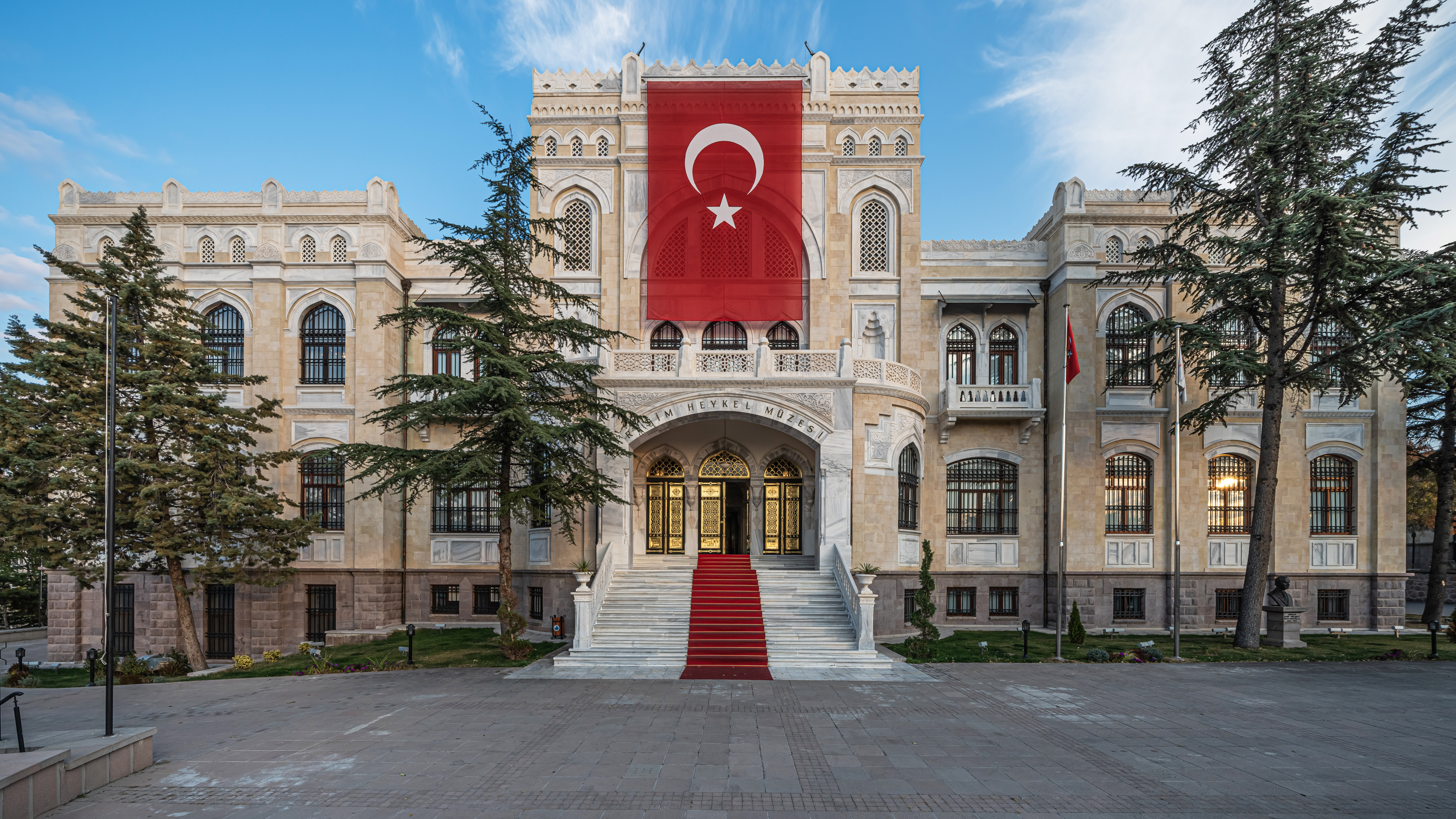
Das Museumsgebäude

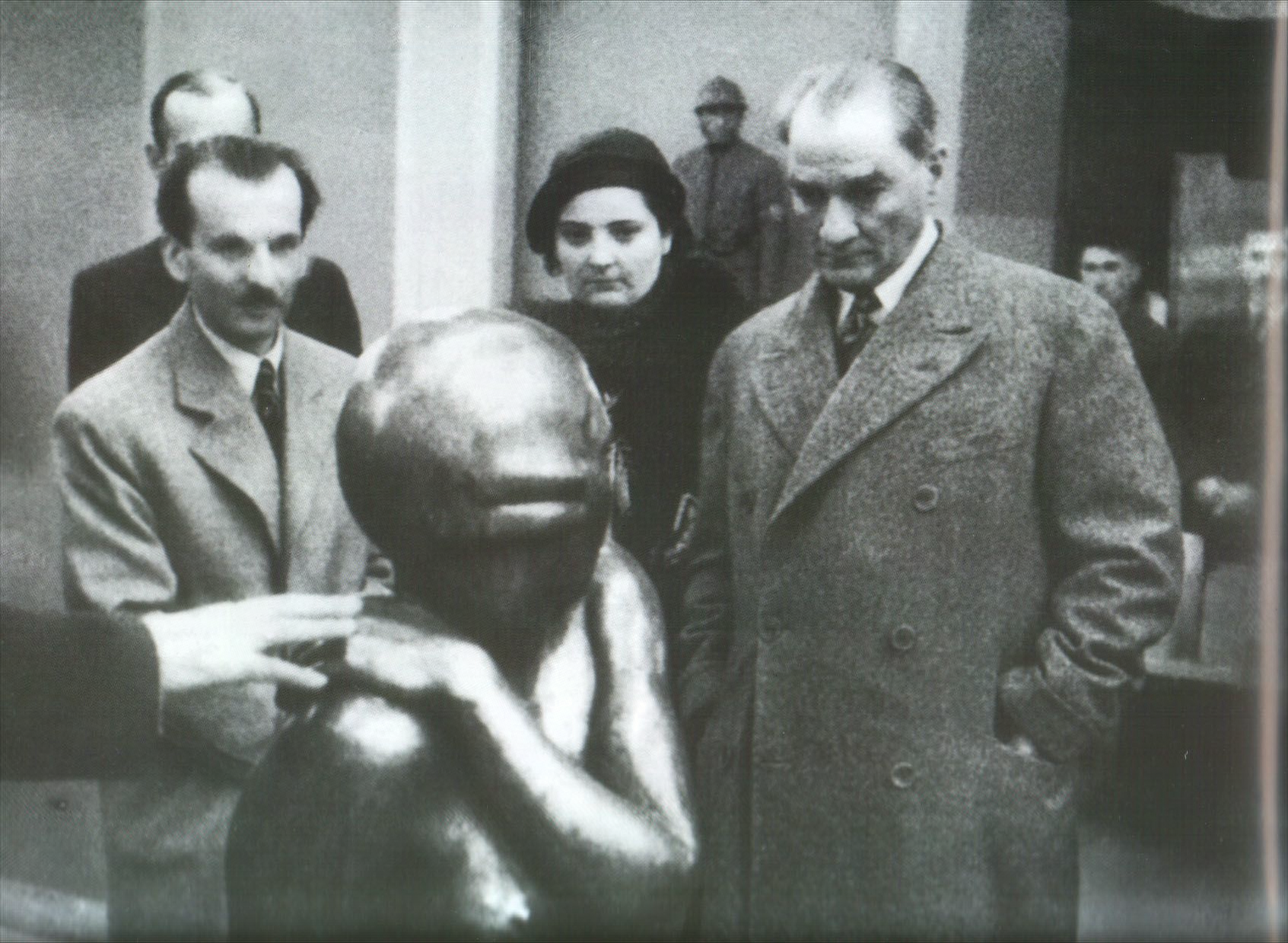
Atatürk bei der Eröffnung

Das Staatliche Kunst- und Skulpturmuseum Ankara (türkisch Ankara Devlet Resim ve Heykel Müzesi) ist ein Museum im Ankaraner Stadtteil Ulus nahe dem Ethnografischen Museum Ankara. Es wurde auf Anweisung von Staatsgründer Mustafa Kemal Atatürk durch den Architekten Arif Hikmet Koyunoğlu geplant und im Jahre 1927 erbaut. Das bis zum Jahre 1950 als Halkevi (Volkshaus) genutzte Gebäude wurde im Jahr 1980 in ein Museum umgewandelt. 1985 wurde das Museum von der Stiftung des Hacı Ömer Sabancı restauriert.
Im Museum werden Bilder, Skulpturen und Statuen, Keramiken, Drucke und türkische Dekorationskunst aus der Zeit von vor der Republikgründung bis heute ausgestellt. In der ersten Abteilung werden Werke von Malern und Zeichnern wie Şeker Ahmet Paşa, Zekai Paşa, Halil Şerif Paşa und Hoca Ali Paşa gezeigt, während in der zweiten Abteilung Werke von Künstlern aus der Zeit der Republik, wie İbrahim Çallı, Hikmet Onat und Namık İsmail, ihren Platz einnehmen.
Im Jahre 2010 haben Diebe im Museum anstelle von 13 Kohlezeichnungen Fotokopien hinterlassen, dazu wurde festgestellt, dass fünf keinem Künstler zugeordnete Tafeln verlorengegangen sind. 2014 berichtete dann die Frankfurter Allgemeine, dass die Museumsmitarbeiter zwischen 2005 und 2009 insgesamt 302 Werke mit einem Gesamtwert von 250 Mio. USD durch Fälschungen ersetzt und die Original verkauft hatten. Die Straftat wurde lange nicht bemerkt.